# عبد الحسين نور الدين
المجتهد السيد عبد الحسين نور الدين (1293 - 1370)، من أبرز علماء جبل عامل في القرن الماضي، وهو أديب وشاعر.
السيّد عبد الحسين ابن السيّد علي ابن السيّد إبراهيم نور الدين الموسوي العاملي، وينتهي نسبه إلى السيّد إبراهيم ابن الإمام موسى الكاظم(ع)
قال في حقه الشيخ محمّد هادي الأميني في المعجم: «من مشاهير العلماء والفقهاء الشعراء، نال مرتبة الاجتهاد»

## ولادته ووفاته
وُلد حوالي سنة 1293 هجرية في النبطية الفوقا (من قرى جبل عامل) وتُوفي سنة 1370 هجرية ودُفن في قريته المذكورة.

## دراسته
درس في النجف وتخرج منها ثم رجع إلى بلده النبطية الفوقا فأقام فيها.

## مؤلفاته
له من المؤلفات المطبوعة كتاب الكلمات الثلاث.

## شعره
ومن شعره قوله في قصيدة أرسلها من النجف أيام دراسته فيها إلى ابن عمه السيد محمد آل نور الدين في جبل عامل:
```
                       إليك أبا العليا تزج الركائب         ونحوك تنحو بالعفاة النجائب 
                       وأنت أمان الخائفين وكعبة الرجاء       ومن تطوى إليه السباسب
                       ومن قوله فصل الخطاب ورأيه            الصواب له علم الكتاب مصاحب
                       إذا ما رمى للغيب ثاقب فكره          فليس له من مثبت اللوح حاجب
                       لك الطلعة الغراء في سنن الهدى         إذا خبط العشواء للغي راكب
```

وله قوله:
```
                      رضابك الراح لا الخمر المصفاة        وجام ثغرك أشهى لا الزجاجات
                      وقدك الا هيف المياس منعطفا         تندق منه الصعاد السمهريات
                      ترمي الحشي عن قسي مالها وتر        قداحها اللحظات البابليات
                      بروض وجنته يذكو الجمال الا         فأعجب لخد به نار وجنات
                      خل الكؤوس مدير الراح ناحية       فلي من المبسم الدري جامات
                      ولست أصبو إلى الصهباء آونة        ولي من الألعس الألمى ارتشافات
                      من لي به بابلي القد تنسبه         إلى المهاة عيون جؤذريات
                      غزيل تصرع الآساد مقلته            له سلاحان جيد والتفاتات
```

وقال:
```
                   سرب يصطادك أغيده                ودموع عيونك مورده
                   فوقت الطرف لأقنصه                بالقوم فراح يسهده
                   وأحر القلب لريم نقا              أعيا القناص تصيده
                   نشوان اللحظ رشيق القد           أسيل الخد مورده
                   قسما بالكوثر من فيه             وبدر فيه ينضده
                   وبقد راح يثنيه                  فضح الأغصان تأوده
                   ما طل دمي إلا سهم                لحظات الغيد تسدده
                   ظبي بمثقف قامته                   يسطو واللحظ مهنده
                   والخال الآه الحسن على              كرسي جمالك مقعده
                   ترنو الألباب لعزته               فتسبحه وتمجده
                   ودنا فتدلى قرطك حتى               عانق جيدك فرقده
                   ترنو الجوزاء ومقلتها             حولاء عليه فتحسده
                   كم عقدة صبر حل نطاقا             بعد بخصرك يعقده
                   أمقلب قلب الصب على              جمر في خدك توقده
                   ضللت العرب به فغدت              كالفرس مجوسا تعبده
                   الله بناحل عطفك هذا               باهظ ردفك يجهده
                   ما خف وقام لحاجته                إلا وثناه فيقعده
                   ما الراح سوى معسول              الريق بثغرك راق مبردة
                   كم صب هام وقلب حام              عليه فينأى مورده
                   يحمي رمان نهودك من                منساب جعودك أسوده
                   والورد بجنات الوجنات              بعقرب صدغك ترصده
```

## وصلات خارجية
ترجمة السيد عبد الحسين نورالدين في معجم البابطين